# Robert de Sigillo
Robert de Sigillo († 29. September 1150 in London) war Lordkanzler und Siegelbewahrer von England (1131–1135) unter der Regierung Heinrichs I. Danach war er Mönch der Abtei Reading in Berkshire. 1141 wurde er von der Kronprätendentin Mathilde zum Bischof von London ernannt, das fünf Jahre lang vakant war.